# Gershom Scholem
Gershom Scholem (Hebreeuws: גֵרְשׁׂם שָׁלוֹם) (Berlijn, 5 december 1897 – Jeruzalem, 21 februari 1982) was een in Duitsland geboren Israëlische filosoof en historicus. Hij wordt algemeen beschouwd als de grondlegger van de moderne, academische bestudering van de Kabbala. Hij was de eerste hoogleraar Joodse mystiek aan de Hebreeuwse Universiteit van Jeruzalem.

## Levensloop
Scholem was de zoon van Arthur en Betty Hirsch Scholem, beiden van Joodse afkomst. Hij kreeg de naam Gerhardt mee, die hij later zou verhebreeuwsen naar Gershom. Zijn vader was een boekdrukker. Het gezin waarin hij opgroeide was grotendeels geassimileerd en alleen in naam Joods. Samen met zijn broer Werner ontwikkelde hij een belangstelling voor hun Joodse achtergrond. Zij voelden zich aangesproken door het zionisme en voegden zich bij de groep Jung Juda. 
Scholem studeerde Hebreeuws en de Talmoed bij een orthodoxe rabbijn, hoewel het gezin waarin hij opgroeide niet religieus was. Scholem studeerde vanaf 1915 wiskunde, filosofie en Hebreeuws aan de Friedrich Wilhelm-Universiteit, tegenwoordig bekend als de Humboldt-universiteit. In zijn studententijd sloot hij levenslange vriendschappen met Sjmoeël Joseef Agnon, Walter Benjamin en Leo Strauss. 
Vanaf 1918 studeerde Scholem wiskundige logica onder Gottlob Frege aan de Universiteit van Jena. In 1919 volgde hij de studie Semitische talen aan de Ludwig Maximilians-Universiteit in München. Zijn proefschrift ging over de oudst bekendste kabbalistische tekst, Sefer ha-Bahir.
Geïnspireerd door Martin Buber emigreerde hij in 1923 naar Palestina. Zijn broer Werner werd een jaar later namens de Communistische Partij van Duitsland gekozen in de Rijksdag. Na de machtsovername van de nazi's in februari 1933 werd hij gevangengezet. Gershom Scholem maakte zich tevergeefs hard voor de vrijlating van zijn broer. Werner Scholem werd in juli 1940 wegens zijn Joodse achtergrond geëxecuteerd in concentratiekamp Buchenwald. Gershom Scholem moest in tegenstelling tot zijn broer niets weten van het communisme en marxisme.
Na zijn aankomst in Palestina kreeg Scholem een aanstelling als bibliothecaris bij de Nationale Bibliotheek in Jeruzalem. Twee jaar later vond hij werk op de Hebreeuwse Universiteit. Hoewel zelf atheïst, werd Scholem in 1933 benoemd als de eerste hoogleraar in de Joodse mystiek. Er was tot dan toe weinig aandacht geweest vanuit de wetenschap voor deze stroming. Hij bleef in functie tot zijn emeritaat in 1965.

## Wetenschappelijke werk
Scholem bestudeerde veel nog niet eerder onderzochte mystieke en kabbalistische teksten. Soms bouwde hij voort op onderzoek uit de negentiende eeuw, maar veel van de mystieke literatuur was niet bekend bij zijn voorgangers. Op basis van nauwkeurig filologisch onderzoek bracht Scholem in kaart welke mystieke stromingen er in de loop van de tijd binnen het jodendom zijn geweest, welke ideeën in die stromingen zijn ontwikkeld, wie de schrijvers van de teksten waren en wanneer zij hadden geleefd. Van verschillende teksten stelde hij vast door wie zij geschreven waren, ook al waren ze soms toegeschreven aan andere auteurs. Zo kwam hij tot de conclusie dat de Zohar was geschreven door de Sefardische Jood Moshe de León.
Als gevolg van zijn werk ontstond er voor het eerst een chronologisch beeld van de wording en geschiedenis van de joodse mystiek. In het in 1941 gepubliceerde werk Major Trends in Jewish Mysticism werd voor het eerst een samenhangend beeld geschetst van de ontwikkeling van de belangrijkste Joodse mystieke stromingen.
De Wissenschaft des Judentums, de dominerende wetenschappelijke stroming wat betreft de bestudering van het jodendom, beschouwde het joodse geloof als een rationalistische, abstracte monotheïstische godsdienst. De mystiek vormde een wezensvreemd en onjoods element dat door invloeden van buitenaf het jodendom was binnen gedrongen. Scholem keerde zich tegen deze benadering. Volgens hem kwam de mystiek vanuit het joodse geloof zelf tot ontwikkeling en was het binnen het jodendom een belangrijke onderstroom op basis waarvan het joodse geloof zich telkens weer vernieuwde. Het vormde volgens Scholem dus het kloppend hart van het jodendom.
- Bibsys: 90229427
- Biblioteca Nacional de España: XX1149028
- Bibliothèque nationale de France: cb11924110t (data)
- Catàleg d'autoritats de noms i títols de Catalunya: 981058519897206706
- CiNii: DA00485577
- Gemeinsame Normdatei: 118610295
- International Standard Name Identifier: 0000 0001 2096 2993
- Library of Congress Control Number: n50002841
- Nationale Bibliotheek van Letland: 000161368
- MusicBrainz: cad0869b-d86c-453a-ba43-3a018884f5b5
- Bibliotheek van het Japanse parlement: 00455708
- Nationale Bibliotheek van Tsjechië: jn20000604943
- Nationale bibliotheek van Australië: 35482295
- Nationale Bibliotheek van Israël: 987007267888605171
- Nationale Bibliotheek van Polen: a0000001775754
- Nationale en Universitaire bibliotheek Zagreb: 000221631
- Nederlandse Thesaurus van Auteursnamen: 070036357
- Réseau des bibliothèques de Suisse occidentale: 02-A003805145
- Istituto Centrale per il Catalogo Unico: CFIV023468
- LIBRIS: 90425
- SNAC: w6417148
- Système universitaire de documentation: 027128016
- Trove: 227475
- Virtual International Authority File: 66473364
- WorldCat: E39PBJvRWb8Gd8mGhF9YWYYHG3